# Pselliophora upsilon
Pselliophora upsilon är en tvåvingeart som beskrevs av Alexander 1938. Pselliophora upsilon ingår i släktet Pselliophora och familjen storharkrankar. Inga underarter finns listade i Catalogue of Life.